# Eleição municipal de São Luís em 2024
A eleição municipal do município de São Luís em 2024 ocorreu no dia 6 de outubro (primeiro turno) com o objetivo de eleger um prefeito, um vice-prefeito e 31 vereadores responsáveis pela administração da cidade no mandato que se iniciou em 1° de janeiro de 2025 e com término em 31 de dezembro de 2028. Como o candidato mais votado atingiu mais da metade dos votos (50%) mais um, a decisão foi feita ainda em primeiro turno. O prefeito titular é Eduardo Braide, do PSD, que está apto pela legislação eleitoral para disputar a reeleição.
Além dos habituais votos para o executivo e o legislativo municipal, os eleitores de São Luís participaram de um plebiscito para decidir sobre gratuidade, ou não, aos estudantes no transporte público da capital.

## Contexto

### Eleições anteriores

#### Eleição municipal de 2020
Na eleição de 2020, dez candidatos disputaram para o cargo de prefeito, sendo que chegaram ao segundo turno Eduardo Braide (PODE) e Duarte Júnior (Republicanos).
Braide se elegeu com 270.557 votos (55,33%) contra 216.665 votos (44,47%) de seu concorrente direto, Duarte Júnior.

#### Eleições gerais de 2022
No primeiro turno das eleições presidenciais, Luiz Inácio Lula da Silva (PT) recebeu 345.123 votos (56,50%) e Jair Bolsonaro (PL) recebeu 210.140  votos (34,40%) dos eleitores ludovicenses. 1,34% eleitores votaram branco e 2,20% nulo para presidente. Nas eleições para o governo do Maranhão, Carlos Brandão (PSB) recebeu 256.029 votos (45,57%), enquanto Lahesio Bonfim (PSC) recebeu 157.218 votos (27,98%) dos eleitores ludovicenses. Apenas 4,31% eleitores votaram branco e 6,78% anularam seu voto para o governo do Estado.
Já no segundo turno, Lula (PT) recebeu 363.131 votos (60,38%) e Jair Bolsonaro (PL) recebeu 238.385 votos (39,62%) dos eleitores ludovicenses. Os votos brancos e nulos para presidente somaram 3,42% do total no município.

### Cenário atual
Em São Luís do Maranhão, a oposição entre o PL de Jair Bolsonaro e o PT de Lula no nível nacional não vai se repetir, as duas legendas nacionalmente adversárias estarão juntas na capital maranhense, embora rivalizem na maioria das disputas pelas prefeituras das capitais na eleição de 2024.
As duas legendas, donas das maiores fatias do Fundo Eleitoral de 2024 (R$ 887 milhões para o PL e R$ 620 milhões para o PT), vão ser adversárias em 25 das 26 capitais. Os dois partidos serão aliados em apenas uma – São Luís do Maranhão.

## Calendário eleitoral
| Início        | Fim           | Atividades | Status    |
| ------------- | ------------- | --- | --------- |
| 7 de março    | 5 de abril    | Janela partidária para vereadores trocarem de partido visando concorrer às eleições sem perder o mandato. | Realizado |
| 6 de abril    | 6 de abril    | Data-limite para todas as legendas e federações partidárias obterem o registro dos estatutos no TSE e para todos os candidatos terem domicílio eleitoral na circunscrição em que desejam disputar as eleições com a filiação deferida pelo partido. | Realizado |
| 15 de maio    | 15 de maio    | Início da campanha de arrecadação prévia de recursos na modalidade de financiamento coletivo para pré-candidatos, sem realização de pedidos de voto e obedecendo a regras relativas à propaganda eleitoral na Internet.                             | Realizado |
| 20 de julho   | 5 de agosto   | Realização de convenções partidárias para deliberar sobre coligações e escolher candidatos às prefeituras e aos cargos de vereador. Os partidos têm até 15 de agosto para registrar os nomes na Justiça Eleitoral.                                  | Realizado |
| 16 de agosto  | 16 de agosto  | Início das campanhas eleitorais de forma igualitária, podendo qualquer publicidade ou manifestação com pedido explícito de voto antes da data ser considerada irregular e multada.                                                                  | Realizado |
| 30 de agosto  | 3 de outubro  | Veiculação da propaganda eleitoral gratuita no rádio e na televisão. | Realizado |
| 6 de outubro  | 6 de outubro  | Realização do primeiro turno das eleições municipais. | Realizado |
| 11 de outubro | 25 de outubro | Veiculação da propaganda eleitoral gratuita no rádio e na televisão para o segundo turno. | Realizado |
| 27 de outubro | 27 de outubro | Realização de um eventual segundo turno nas cidades com mais de 200 mil eleitores em que o candidato a prefeito mais votado não tenha atingido a metade mais um dos votos válidos.                                                                  | Realizado |

## Candidaturas
Anunciaram pré-candidatura como candidatos ao cargo, além do titular Braide: Duarte Júnior (PSB), advogado, professor universitário e deputado federal; Neto Evangelista (UNIÃO), empresário, deputado estadual e ex-Secretário Estadual de Desenvolvimento Social do Maranhão entre 2015 a 2016; Wellington do Curso (Novo), empresário e ex-deputado estadual, Yglésio Moyses (PRTB), médico e deputado estadual e Franklin Douglas (PSOL), jornalista e professor. 
São candidatos ao pleito:
- Duarte Júnior (PSB): Natural do Rio de Janeiro, Duarte Júnior tem graduação em direito pela Universidade Ceuma, onde também foi professor, especialização em direito do consumidor pela Universidade Anhanguera e mestrado em políticas públicas pela UFMA. Exerceu também a profissão de advogado, tendo atuado como assessor jurídico da Prefeitura de São Luís e como membro da OAB-MA. Sua carreira política se iniciou em 2015, quando foi nomeado presidente do PROCON pelo governador Flávio Dino, e em 2018, foi eleito deputado estadual. Em 2022, foi eleito deputado federal. Sua vice é a assistente social Creuzamar Pinho (PT). O PSB lançou a candidatura de Duarte Júnior em convenção realizada em 21 de julho;[11]
- Eduardo Braide (PSD): Filho do ex-deputado estadual e secretário de governo Carlos Braide, Eduardo Braide é formado em direito pela UFMA, tendo exercido a profissão de advogado. Foi presidente da CAEMA no governo Zé Reinaldo entre 2005 e 2006, além de ter sido secretário municipal de Orçamento Participativo de São Luís entre 2009 e 2010. Foi eleito deputado estadual por dois mandatos consecutivos em 2010 e 2014, e concorreu a prefeito de São Luís em 2016, perdendo no segundo turno para o então prefeito Edivaldo Holanda Júnior. Em 2018, foi eleito deputado federal. Sua vice é Esmênia Miranda (PSD), professora do Colégio Militar Tiradentes de São Luís e policial militar. Foi eleito prefeito em 2020 e concorre à reeleição. O PSD lançou a candidatura de Eduardo Braide em convenção realizada em 14 de setembro;[12]
- Fábio Câmara (PDT): Natural de São Luís. Foi vereador na capital por dois mandatos, sendo um temporário ao assumir a vaga de Ivaldo Rodrigues, em 2022. Foi candidato a prefeito de São Luís em 2016, pelo PMDB, mas não foi eleito. Atualmente, atua como empresário e é uma das lideranças do PDT em São Luís. Seu vice é o pastor Marco Aurélio. O PDT lançou a candidatura de Fábio Câmara em convenção realizada em 26 de julho;[13]
- Flávia Alves (SDD): Natural de São Luís, Flávia é advogada e pedagoga, tem especialização em Direito Constitucional Aplicado e mestrado em Desenvolvimento Socioespacial e Regional, na linha de pesquisa: Movimentos sociais, Território e Planejamento, pela Universidade Estadual do Maranhão (UEMA). Atuou como conselheira do Conselho Nacional de Meio Ambiente e assessora de planejamento ambiental e urbano - Secretaria de Estado do Planejamento e Orçamento do Maranhão e chefe da assessoria jurídica da Secretaria Municipal de Meio Ambiente de São Luís. A candidata é presidente estadual do Solidariedade no Maranhão. Em 2022, foi candidata federal pelo Maranhão, mas não se elegeu. Seu vice é o nutricionista Alexandre Fábio (SDD). O Solidariedade lançou a candidatura de Flávia Alves em convenção realizada em 05 de agosto;[14]
- Professor Franklin (PSOL): Franklin Douglas é formado em comunicação social e direito, e mestre e doutor em políticas públicas pela UFMA, atuando como professor universitário da mesma instituição. Foi candidato à prefeitura de São Luís em 2020 e ao governo do estado em 2022. Sua vice é a estudante de Filosofia da UFMA Patrícia dos Santos. O partido lançou a candidatura de Franklin Douglas em convenção realizada em 03 de agosto;[15]
- Saulo Arcangeli (PSTU): Natural de São Luís, Saulo é graduado em Ciência da Computação pela Universidade Federal do Maranhão (UFMA), onde militou no movimento estudantil. Também é mestre em Desenvolvimento Socioespacial e Regional pela Universidade Estadual do Maranhão (UEMA), doutor em Políticas Públicas, sindicalista e ativista de movimentos sociais. Saulo é servidor público federal, atuando como técnico administrativo do Ministério Público da União (MPU) e é professor Assistente I do Departamento de Matemática e Informática da UEMA. Foi candidato ao cargo de Senador em 2022, mas não se elegeu. Sua vice é a servidora pública estadual Jaciara Castro. O PSTU lançou a candidatura de Saulo Arcangeli em convenção realizada em 24 de julho;[16]
- Wellington do Curso (NOVO): natural de Teresina (PI), está no terceiro mandato de deputado estadual eleito pelo Maranhão. Foi sargento das Forças Armadas e é fundador do Cursos Wellington, rede de cursinhos preparatórios para vestibulares. Foi candidato à Prefeitura de São Luís em 2016, quando ficou em terceiro lugar. É a terceira vez que disputa o cargo de prefeito da capital maranhense. Sua vice é a vice a Sub. Tenente da Polícia Militar do Maranhão Ana Paula (NOVO). O NOVO lançou a candidatura de Wellington do Curso em convenção realizada em 04 de agosto;[17]
- Yglésio Moyses (PRTB): Yglésio Moyses, popularmente conhecido como Dr. Yglésio, é formado em medicina pela UFMA e doutor pela USP, tendo exercido funções de médico e professor universitário. Foi diretor do Hospital Municipal Djalma Marques (Socorrão I), ganhando notoriedade por fazer uma campanha para arrecadar alimentos e insumos para a unidade hospitalar. Antes, foi candidato a vereador em 2012, e depois candidato a deputado estadual em 2014, não sendo eleito em nenhum dos pleitos. Em 2018, candidatou-se novamente e foi eleito deputado estadual. Seu vice é o coronel Pereira (PRTB), empresário e ex-comandante geral da Polícia Militar do Maranhão. O PRTB lançou a candidatura de Yglésio Moyses em convenção realizada em 04 de agosto.[18]

### Primeiro turno
| Candidato a prefeito                                             | Candidato a prefeito                                             | Candidato a prefeito                                             | Candidato(a) a vice-prefeito(a)                                  | Nº                                                               | Coligação/Federação | Tempo de horário eleitoral |
| ---------------------------------------------------------------- | ---------------------------------------------------------------- | ---------------------------------------------------------------- | ---------------------------------------------------------------- | ---------------------------------------------------------------- | --- | -------------------------- |
|                                                                  |                                                                  | Duarte Júnior PSB                                                | Creuzamar Pinto PT                                               | 40                                                               | Juntos por São Luís PSB, FE Brasil (PT, PCdoB e PV), Federação PSDB Cidadania, Progressistas, PODE, UNIÃO, PRD, PL e Avante. | 6:11                       |
|                                                                  |                                                                  | Eduardo Braide PSD                                               | Esmênia Miranda PSD                                              | 55                                                               | A Força que vem do Povo PSD, MDB, Republicanos, Mobiliza e DC.                                                               | 2:30                       |
|                                                                  |                                                                  | Fábio Câmara PDT                                                 | Pastor Marco Aurélio PDT                                         | 12                                                               | Sem coligação PDT. | 0:30                       |
|                                                                  |                                                                  | Franklin Douglas PSOL                                            | Aline Maria PSOL                                                 | 50                                                               | Sem coligação Fed. PSOL REDE.                                                                                                | 0:27                       |
|                                                                  |                                                                  | Flávia Alves Solidariedade                                       | Alexandre Fábio Solidariedade                                    | 77                                                               | Sem coligação Solidariedade.                                                                                                 | 0:19                       |
|                                                                  |                                                                  | Saulo Arcangeli PSTU                                             | Jaciara Castro PSTU                                              | 16                                                               | Sem coligação PSTU. | Não possui                 |
|                                                                  |                                                                  | Wellington do Curso NOVO                                         | Ana Paula NOVO                                                   | 30                                                               | Sem coligação NOVO. | Não possui                 |
|                                                                  |                                                                  | Yglésio Moyses PRTB                                              | Coronel Pereira PRTB                                             | 28                                                               | Sem coligação PRTB. | Não possui                 |
| Apresentação em ordem alfabética de acordo com o nome eleitoral. | Apresentação em ordem alfabética de acordo com o nome eleitoral. | Apresentação em ordem alfabética de acordo com o nome eleitoral. | Apresentação em ordem alfabética de acordo com o nome eleitoral. | Apresentação em ordem alfabética de acordo com o nome eleitoral. | Apresentação em ordem alfabética de acordo com o nome eleitoral.                                                             | Sobras: 0:00               |

## Plebiscito
No dia 06 de julho de 2024, o Tribunal Regional Eleitoral do Maranhão aprovou a realização de consulta pública durante o primeiro turno das eleições 2024 para adoção ou não de passe livre estudantil em São Luís. No dia 19 de junho, a Câmara de São Luís havia aprovado o requerimento ao TRE-MA de consulta pública.
Com a consulta, a população ludovicense irá opinar sobre a gratuidade nos ônibus a estudantes dos ensinos fundamental, médio, técnico, profissionalizante, de cursos pré-vestibulares, superior, educação de jovens e adultos, de faculdades teológicas e seminários, ou seja, das pessoas que estejam devidamente  matriculadas e frequentando uma instituição de ensino com sede em São Luís.
Caso a maioria seja favorável ao passe livre estudantil, o assunto deverá debatido na Câmara Municipal pelos vereadores eleitos para os cargos a partir de 2025.

## Entrevistas no noticiário jornalístico
Em 19 de agosto, no portal Imirante.com, o programa Sabatina Imirante deu início a rodadas de entrevistas com todos os oito candidatos a prefeito de São Luís.
A rádio Mirante News FM realizou entrevista com os candidatos entre 09 de agosto de 17 de agosto no programa Ponto Final. A Mirante FM realiza as entrevistas no Jornal da Mira entre 19/08 e 28/08.
O telejornal Bom Dia Mirante realizará as rodadas de entrevistas com os oito candidatos a prefeito de São Luís entre os dias 09 e 18 de setembro. Já as entrevistas no JMTV 1ª Edição ocorrerão ente 23/09 e 02/10.
Entre os dias 2 e 11 de setembro, a Rádio Universidade FM e a TV UFMA realizaram uma série de entrevistas com os concorrentes ao cargo de prefeito de São Luís.
A rádio Mais FM realizou as sabatinas entre 26 de agosto e 04 de setembro no Diário Mais; a Rádio Educadora AM, realizou seu ciclo de entrevistas entre 02 e 11 de setembro no programa Roda Viva. A rádio Esperança FM iniciou suas entrevistas no dia 26 de agosto no programa Conexão Nós; e a rádio 92 FM entrevistou os postulantes no programa Ponto Continuando. 
A TV Difusora promoveu a sabatina com os candidatos entre os dias 09 e 18 de setembro no programa Tá na Hora Maranhão.
A TV Cidade realizou sabatinas com os candidatos entre 19 de agosto e 12 de setembro no Balanço Geral Manhã, no Balanço Geral-MA e no Portal SuaCidade. A TV Alternativa (afiliada da TV Meio Norte) também realizou entrevista com os candidatos.
A Band Maranhão iniciou o ciclo de entrevistas no dia 16 de setembro no Band Cidade. 
Os podcasts UQ! Podcast, Xeque-mate, Tete à tete e É isso aí também realizaram rodadas de entrevistas com os candidatos.

## Horário eleitoral gratuito
A Justiça Eleitoral realizou audiência pública do plano de mídia da eleição em 21 de agosto de 2024, em São Luís. Após manifestação dos representantes partidários, a TV Mirante e a Rádio Difusora foram escolhidas para gerar o horário eleitoral gratuito na televisão e no rádio. A cláusula de barreira aprovada em 2017 excluiu os candidatos do NOVO, PRTB e PSTU, uma vez que os seus partidos não possuem representantes o suficiente na Câmara para ter direito a propaganda eleitoral.
O horário eleitoral gratuito ocorrerá em blocos de 10 minutos, de segunda a sábado, para o cargo de prefeito. No rádio, o horário será das 7h às 7h10 e das 12h às 12h10, enquanto na TV será das 13h às 13h10 e das 20h30 às 20h40. 
A propaganda eleitoral gratuita dos vereadores será feita por meio de inserções durante o intervalo de programação dos veículos de comunicação. Os candidatos ao cargo de vereador terão direito a 40% do tempo de propaganda, enquanto os prefeitos ficarão os outros 60%. O tempo diário total é de 70 minutos e as inserções serão veiculadas entre 5h e meia-noite.

## Debates
| Data         | Organizador(es)                                | Mediação            | Eduardo Braide (PSD) | Duarte Júnior (PSB) | Wellington do Curso (Novo) | Yglésio Moisés (PRTB) | Fábio Câmara (PDT) | Franklin Douglas (PSOL) | Flavia Alves (SDD) | Saulo Arcangeli (PSTU) |
| ------------ | ---------------------------------------------- | ------------------- | -------------------- | ------------------- | -------------------------- | --------------------- | ------------------ | ----------------------- | ------------------ | ---------------------- |
| 16/08 13h    | TV Alternativa                                 | Wagner Silva        | Ausente              | Ausente             | Ausente                    | Presente              | Presente           | Presente                | Presente           | Presente               |
| 11/09, 19h   | Comissão Arquidiocesana de Justiça e Paz       | José Alcântara      | Ausente              | Ausente             | Presente                   | Presente              | Ausente            | Presente                | Ausente            | Presente               |
| 19/09, 20h30 | Portal Imirante                                | Carla Lima          | Ausente              | Presente            | Presente                   | Presente              | Presente           | Presente                | Presente           | Presente               |
| 20/09, 17h30 | TV Difusora, Difusora FM, Portal Difusora News | Adalberto Melo      | Ausente              | Presente            | Presente                   | Presente              | Presente           | Presente                | Presente           | Presente               |
| 28/09        | TV Cidade                                      | Salcy Lima          | Ausente              | Ausente             | Ausente                    | Presente              | Ausente            | Presente                | Presente           | Presente               |
| 03/10        | TV Mirante                                     | Paulo Renato Soares | Presente             | Presente            | Presente                   | Presente              | Presente           | Presente                | Presente           | Presente               |

## Pesquisas
| Data de Divulgação | Instituto                                | Amostragem | Fábio (PDT) | Braide (PSD)      | Duarte (PSB) | Franklin (PSOL) | Yglesio (PRTB) | Saulo (PSTU) | Flávia Alves (Sol.) | Wellington (Novo) | B/N | NS/NR | Vantagem | Margem de erro |    |   |   |   |   |    |     |
| ------------------ | ---------------------------------------- | ---------- | ----------- | ----------------- | ------------ | --------------- | -------------- | ------------ | ------------------- | ----------------- | --- | ----- | -------- | -------------- | -- | - | - | - | - | -- | --- |
| Data de Divulgação | Instituto                                | Amostragem | 05/10       | Quaest/TV Mirante | 1.000        | 2               | 58             | 23           | <1                  | 4                 | B/N | NS/NR | Vantagem | Margem de erro | <1 | 1 | 1 | 5 | 6 | 35 | ±3% |
| 05/10              | Atlas Intel                              | 1.596      | 2,6         | 56,2              | 22,7         | 3,3             | 8,8            | 1,8          | 1,7                 | 1,8               | 0,3 | 0,7   | 33,5     | ±2%            |    |   |   |   |   |    |     |
| 05/10              | Datailha                                 | 1.000      | 1,7         | 67,3              | 21           | 0,4             | 2,6            | 0,1          | 0,8                 | 0,8               | 2   | 3,4   | 46,3     | ±3,1%          |    |   |   |   |   |    |     |
| 05/10              | Veritá                                   | 1.202      | 0,5         | 55,7              | 27,6         | 0,5             | 7,8            | 1,4          | 1,3                 | 0,6               | 2,2 | 2,5   | 28,1     | ±3%            |    |   |   |   |   |    |     |
| 27/09              | Quaest/TV Mirante                        | 852        | 1           | 63                | 21           | <1              | 2              | <1           | 1                   | 3                 | 4   | 5     | 42       | ±3%            |    |   |   |   |   |    |     |
| 18/09              | Veritá                                   | 1.202      | 2,7         | 58,5              | 23,4         | 0,7             | 3,3            | 0,4          | 0,5                 | 1                 | 1,4 | 8,1   | 35,1     | ±3%            |    |   |   |   |   |    |     |
| 17/09              | Datailha                                 | 1.000      | 1,5         | 56,9              | 24,7         | 0,2             | 2,1            | 0,3          | 0,8                 | 2,5               | 5,2 | 5,8   | 32,2     | ±3%            |    |   |   |   |   |    |     |
| 13/09              | Vox Populi/TV São Luís e Rádio Jovem Pan | 850        | 1           | 61                | 24           | 1               | 2              | 0            | 1                   | 2                 | 5   | 5     | 37       | ±3,4%          |    |   |   |   |   |    |     |
| 09/09              | Quaest/TV Mirante                        | 852        | 1           | 60                | 21           | <1              | 2              | 1            | 1                   | 3                 | 6   | 5     | 39       | ±3%            |    |   |   |   |   |    |     |
| 19/08              | Datailha                                 | 1.000      | 1,5         | 49,8              | 24,5         | 0,1             | 2,5            | 0,4          | 0,4                 | 3,6               | 8,9 | 8,3   | 25,3     | ±3%            |    |   |   |   |   |    |     |
| 12/08              | Qualtitativa                             | 900        | 1,4         | 50,2              | 21,4         | 1               | 8,2            | 0,7          | 0,9                 | 10,3              | 1,8 | 4,1   | 28,8     | ±3,27%         |    |   |   |   |   |    |     |
| 22/07              | Datailha                                 | 1.000      | 1           | 56,1              | 23,6         |                 | 2              | 0,2          | 0,4                 | 3,4               | 7,3 | 6     | 32,5     | ±3%            |    |   |   |   |   |    |     |

## Candidatos a vereador
Em 2024, foram registrados 520 postulantes para concorrer a uma das 31 cadeiras da Câmara Municipal de São Luís (45% candidatos a menos que na eleição anterior). As candidaturas foram lançadas por 23 partidos. 66% de candidaturas são masculinas, enquanto que 34% dos postulantes são mulheres. A maioria  dos candidatos está na faixa etária entre 40 a 44 anos, com 84 postulantes. Na sequência, o grupo de 50 a 54 anos tem 83 concorrentes. 54% dos concorrentes têm formação superior e outros 36,53% têm apenas o Ensino Médio.
| Coligação ao executivo                              | Partido ou federação | Partido ou federação | Candidatos | Candidatos | Candidatos | Candidatos |
| --------------------------------------------------- | -------------------- | -------------------- | ---------- | ---------- | ---------- | ---------- |
| A Força que vem do Povo (128 candidatos)            |                      | MDB                  | 30         | 30         | 30         | 30         |
| A Força que vem do Povo (128 candidatos)            |                      | Republicanos         | 26         | 26         | 26         | 26         |
| A Força que vem do Povo (128 candidatos)            |                      | PSD                  | 25         | 25         | 25         | 25         |
| A Força que vem do Povo (128 candidatos)            |                      | MOBILIZA             | 16         | 16         | 16         | 16         |
| A Força que vem do Povo (128 candidatos)            |                      | DC                   | 31         | 31         | 31         | 31         |
| Juntos por São Luís (274 candidatos)                |                      | PSB                  | 31         | 31         | 31         | 31         |
| Juntos por São Luís (274 candidatos)                |                      | FE Brasil            | 19         |            | PT         | 7          |
| Juntos por São Luís (274 candidatos)                |                      | FE Brasil            | 19         | PCdoB      | 6          |            |
| Juntos por São Luís (274 candidatos)                |                      | FE Brasil            | 19         | PV         | 6          |            |
| Juntos por São Luís (274 candidatos)                |                      | Fed. PSDB Cidadania  | 32         |            | Cidadania  | 6          |
| Juntos por São Luís (274 candidatos)                |                      | Fed. PSDB Cidadania  | 32         | PSDB       | 26         |            |
| Juntos por São Luís (274 candidatos)                |                      | PP                   | 32         | 32         | 32         | 32         |
| Juntos por São Luís (274 candidatos)                |                      | PL                   | 32         | 32         | 32         | 32         |
| Juntos por São Luís (274 candidatos)                |                      | PODE                 | 32         | 32         | 32         | 32         |
| Juntos por São Luís (274 candidatos)                |                      | UNIÃO                | 32         | 32         | 32         | 32         |
| Juntos por São Luís (274 candidatos)                |                      | PRD                  | 32         | 32         | 32         | 32         |
| Juntos por São Luís (274 candidatos)                |                      | Avante               | 32         | 32         | 32         | 32         |
| Partidos e federações não coligadas (97 candidatos) |                      | PDT                  | 26         | 26         | 26         | 26         |
| Partidos e federações não coligadas (97 candidatos) |                      | PMB                  | 12         | 12         | 12         | 12         |
| Partidos e federações não coligadas (97 candidatos) |                      | NOVO                 | 31         | 31         | 31         | 31         |
| Partidos e federações não coligadas (97 candidatos) |                      | PSTU                 | 2          | 2          | 2          | 2          |
| Partidos e federações não coligadas (97 candidatos) |                      | Fed. PSOL REDE       | 26         |            | PSOL       | 6          |
| Partidos e federações não coligadas (97 candidatos) |                      | Fed. PSOL REDE       | 26         | REDE       | 20         |            |

## Resultados

### Plebiscito
| Voto                     | Resultado 06 de outubro de 2024 | Resultado 06 de outubro de 2024 |
| Voto                     | Total                           | Percentagem                     |
| ------------------------ | ------------------------------- | ------------------------------- |
| Sim                      | 523.711                         | 89,91%                          |
| Não                      | 129.962                         | 10,09%                          |
| → Total de votos válidos | 582.499                         | 96,23%                          |
| → Votos em branco        | 12.620                          | 2,09%                           |
| → Votos nulos            | 7.570                           | 1,68%                           |
| Total                    | 602.689                         | 80,70%                          |
| Abstenções               | 144.139                         | 19,30%                          |
| Eleitorado apto          | 746.828                         | 746.828                         |

### Prefeito
| Candidato                | Candidato                    | Vice                            | Primeiro turno 06 de outubro de 2024 | Primeiro turno 06 de outubro de 2024 |
| Candidato                | Candidato                    | Vice                            | Total                                | Percentagem                          |
| ------------------------ | ---------------------------- | ------------------------------- | ------------------------------------ | ------------------------------------ |
|                          | Eduardo Braide (PSD)         | Professora Esmênia (PSD)        | 403.981                              | 70,12%                               |
|                          | Duarte Júnior (PSB)          | Creuzamar Pinho (PT)            | 129.962                              | 22,56%                               |
|                          | Yglésio Moyses (PRTB)        | Coronel Pereira (PRTB)          | 18.348                               | 3,18%                                |
|                          | Fábio Câmara (PDT)           | Pastor Marco Aurélio (PDT)      | 7.800                                | 1,35%                                |
|                          | Flávia Alves (Solidariedade) | Alexandre Fábio (Solidariedade) | 4.812                                | 0,84%                                |
|                          | Wellington do Curso (NOVO)   | Ana Paula (NOVO)                | 4.409                                | 0,77%                                |
|                          | Professor Franklin (PSOL)    | Alina Maria (PSOL)              | 4.386                                | 0,76%                                |
|                          | Saulo Arcangeli (PSTU)       | Jaciara Castro (PSTU)           | 2.451                                | 0,43%                                |
| → Total de votos válidos | → Total de votos válidos     | → Total de votos válidos        | 576.149                              | 95,60%                               |
| → Votos em branco        | → Votos em branco            | → Votos em branco               | 10.293                               | 1,71%                                |
| → Votos nulos            | → Votos nulos                | → Votos nulos                   | 16.247                               | 2,70%                                |
| Total                    | Total                        | Total                           | 602.689                              | 80,70%                               |
| Abstenções               | Abstenções                   | Abstenções                      | 144.139                              | 19,30%                               |
| Eleitorado apto          | Eleitorado apto              | Eleitorado apto                 | 746.828                              | 746.828                              |

### Vereadores
| Candidato(a)                | Partido           | Votação | %     | Cidade de origem | Unidade federativa | Situação         |
| --------------------------- | ----------------- | ------- | ----- | ---------------- | ------------------ | ---------------- |
| Douglas Pinto               | PSD               | 16.036  | 2,78% | São Luís         | Maranhão           | Eleito por QP    |
| Marquinhos                  | União             | 12.200  | 2,12% | Cururupu         | Maranhão           | Eleito por QP    |
| Aldir Júnior                | PL                | 10.633  | 1,85% | Parambu          | Ceará              | Eleito por QP    |
| Edson Gaguinho              | PP                | 10.355  | 1,80% | São Luís         | Maranhão           | Eleito por QP    |
| Paulo Victor                | PSB               | 9.956   | 1,73% | São Luís         | Maranhão           | Eleito por QP    |
| Coletivo Nós Jhonatan       | PT (FE Brasil)    | 9.847   | 1,71% | São Luís         | Maranhão           | Eleito por QP    |
| Concita Pinto               | PSB               | 8.664   | 1,50% | São Luís         | Maranhão           | Eleito por QP    |
| Astro de Ogum               | PCdoB (FE Brasil) | 8.604   | 1,49% | São Luís         | Maranhão           | Eleito por QP    |
| Andrey Monteiro             | PV (FE Brasil)    | 8.207   | 1,43% | São Luís         | Maranhão           | Eleito por média |
| Beto Castro                 | Avante            | 8.136   | 1,41% | São Luís         | Maranhão           | Eleito por QP    |
| Octavio Soeiro              | PSB               | 8.043   | 1,40% | São Luís         | Maranhão           | Eleito por QP    |
| Wendell Martins             | PODE              | 7.698   | 1,34% | São Luís         | Maranhão           | Eleito por QP    |
| Rosana da Saúde             | REP               | 7.508   | 1,30% | Lambari          | Minas Gerais       | Eleito por QP    |
| Nato Jr                     | PSB               | 7.481   | 1,30% | São Luís         | Maranhão           | Eleito por QP    |
| Dr. Joel                    | PSD               | 7.319   | 1,27% | Pinheiro         | Maranhão           | Eleito por QP    |
| Antônio Garcez              | PP                | 7.190   | 1,25% | São Luís         | Maranhão           | Eleito por QP    |
| Daniel Oliveira             | PSD               | 7.188   | 1,25% | São Luís         | Maranhão           | Eleito por QP    |
| André Campos                | PP                | 6.527   | 1,13% | São Luís         | Maranhão           | Eleito por média |
| Marlon Botão                | PSB               | 6.341   | 1,10% | São Luís         | Maranhão           | Eleito por média |
| Thyago Freitas              | PRD               | 6.298   | 1,09% | São Luís         | Maranhão           | Eleito por QP    |
| Marcelo Poeta               | PSB               | 6.173   | 1,07% | São Luís         | Maranhão           | Eleito por média |
| Raimundo Jr.                | PODE              | 6.022   | 1,05% | São Luís         | Maranhão           | Eleito por QP    |
| Clara Gomes                 | PSD               | 5.898   | 1,02% | São Luís         | Maranhão           | Eleito por QP    |
| Raimundo Penha              | PDT               | 5.768   | 1,00% | Matinha          | Maranhão           | Eleito por QP    |
| Thay Evangelista            | União             | 5.667   | 0,98% | São Luís         | Maranhão           | Eleito por QP    |
| Marcos Castro               | PSD               | 5.431   | 0,94% | São Luís         | Maranhão           | Eleito por média |
| Cleber Verde Filho          | MDB               | 5.180   | 0,90% | São Luís         | Maranhão           | Eleito por QP    |
| Fábio Macedo Filho          | PODE              | 4.144   | 0,89% | Teresina         | Piauí              | Eleito por média |
| Flávia Berthier             | PL                | 4.857   | 0,84% | Guimarães        | Maranhão           | Eleito por QP    |
| Rommeo Amin Coletivo Unidos | PRD               | 4.144   | 0,72% | São Luís         | Maranhão           | Eleito por QP    |
| Professora Magnólia         | União             | 3.757   | 0,65% | São Luís         | Maranhão           | Eleito por média |

| Partido ou federação | Partido ou federação          | Partido ou federação | Partido ou federação | Câmara Municipal de São Luís | Câmara Municipal de São Luís | Câmara Municipal de São Luís | Câmara Municipal de São Luís | Câmara Municipal de São Luís |
| Partido ou federação | Partido ou federação          | Partido ou federação | Partido ou federação | Votos                        | %                            | Assentos                     | % de assentos                | +/–                          |
| -------------------- | ----------------------------- | -------------------- | -------------------- | ---------------------------- | ---------------------------- | ---------------------------- | ---------------------------- | ---------------------------- |
|                      | PSB                           | PSB                  | PSB                  | 89.042                       | 15,46%                       | 6                            | 19,35%                       | 5                            |
|                      | PSD                           | PSD                  | PSD                  | 78.962                       | 13,71%                       | 5                            | 16,12%                       | 4                            |
|                      | UNIÃO                         | UNIÃO                | UNIÃO                | 49.079                       | 8,52%                        | 3                            | 9,67%                        | Estável                      |
|                      | Federação Brasil da Esperança |                      | PCdoB                | 19.603                       | 3,4%                         | 1                            | 9,67%                        | 3                            |
|                      | Federação Brasil da Esperança | PT                   | 16.441               | 2,86%                        | 1                            | Estável                      | 9,67%                        |                              |
|                      | Federação Brasil da Esperança | PV                   | 10.746               | 1,87%                        | 1                            | 1                            | 9,67%                        |                              |
| Total                | Total                         | 46.790               | 8,13%                | 3                            | 2                            |                              | 9,67%                        |                              |
|                      | PP                            | PP                   | PP                   | 45.458                       | 7,89%                        | 3                            | 9,67%                        | 3                            |
|                      | PODE                          | PODE                 | PODE                 | 41.238                       | 7,16%                        | 3                            | 9,67%                        | 2                            |
|                      | PRD                           | PRD                  | PRD                  | 41.236                       | 7,16%                        | 2                            | 6,45%                        | Estável                      |
|                      | PL                            | PL                   | PL                   | 41.099                       | 7,14%                        | 2                            | 6,45%                        | Estável                      |
|                      | Avante                        | Avante               | Avante               | 26.585                       | 4,62%                        | 1                            | 3,22%                        | Estável                      |
|                      | MDB                           | MDB                  | MDB                  | 26.268                       | 4,56%                        | 1                            | 3,22%                        | 1                            |
|                      | Republicanos                  | Republicanos         | Republicanos         | 24.497                       | 4,25%                        | 1                            | 3,22%                        | 1                            |
|                      | PDT                           | PDT                  | PDT                  | 18.779                       | 3,26%                        | 1                            | 3,22%                        | 2                            |
|                      | DC                            | DC                   | DC                   | 18.360                       | 3,19%                        | 0                            | 0%                           | 1                            |
|                      | Federação PSDB Cidadania      |                      | PSDB                 | 10.364                       | 1,8%                         | 0                            | 0%                           | Estável                      |
|                      | Federação PSDB Cidadania      | Cidadania            | 2.539                | 0,44%                        | 0                            | Estável                      | 0%                           |                              |
| Total                | Total                         | 12.903               | 2,24%                | 0                            | Estável                      |                              | 0%                           |                              |
|                      | NOVO                          | NOVO                 | NOVO                 | 8.856                        | 1,54%                        | 0                            | 0%                           | Estável                      |
|                      | Federação PSOL REDE           |                      | PSOL                 | 2.841                        | 0,49%                        | 0                            | 0%                           | Estável                      |
|                      | Federação PSOL REDE           | REDE                 | 911                  | 0,16%                        | 0                            | Estável                      | 0%                           |                              |
| Total                | Total                         | 3.752                | 0,65%                | 0                            | Estável                      |                              | 0%                           |                              |
|                      | MOBILIZA                      | MOBILIZA             | MOBILIZA             | 1.450                        | 0,25%                        | 0                            | 0%                           | 3                            |
|                      | PSTU                          | PSTU                 | PSTU                 | 854                          | 0,15%                        | 0                            | 0%                           | Estável                      |
|                      | PMB                           | PMB                  | PMB                  | 610                          | 0,11%                        | 0                            | 0%                           | Estável                      |
| → Votos Validos      | → Votos Validos               | → Votos Validos      | → Votos Validos      | 575.818                      | 100%                         | 31                           | –                            | –                            |
| → Votos em branco    | → Votos em branco             | → Votos em branco    | → Votos em branco    | 15.141                       | 2,51%                        | –                            | –                            | –                            |
| → Votos nulos        | → Votos nulos                 | → Votos nulos        | → Votos nulos        | 11.730                       | 1,95%                        | –                            | –                            | –                            |
| Total                | Total                         | Total                | Total                | 602.689                      | 80,70%                       | –                            | –                            | –                            |
| Abstenções           | Abstenções                    | Abstenções           | Abstenções           | 144.139                      | 19,30%                       | –                            | –                            | –                            |
| Eleitorado apto      | Eleitorado apto               | Eleitorado apto      | Eleitorado apto      | 746.828                      | 746.828                      | –                            | –                            | –                            |